# Алма (округ Джексон, Вісконсин)
Алма (англ. Alma) — місто (англ. town) в США, в окрузі Джексон штату Вісконсин. Населення — 254 особи (2020).

## Демографія
Згідно з переписом 2010 року, у місті мешкали 1044 особи в 384 домогосподарствах у складі 294 родин. Було 482 помешкання
Расовий склад населення:
| - 92,0 % — білих - 2,0 % — корінних американців - 1,0 % — азіатів - 0,6 % — чорних або афроамериканців - 0,1 % — вихідців з тихоокеанських островів - 2,2 % — осіб інших рас |

До двох чи більше рас належало 2,2 %. Частка іспаномовних становила 6,2 % від усіх жителів.
За віковим діапазоном населення розподілялося таким чином: 25,9 % — особи молодші 18 років, 61,7 % — особи у віці 18—64 років, 12,4 % — особи у віці 65 років та старші. Медіана віку мешканця становила 40,2 року. На 100 осіб жіночої статі у місті припадало 109,6 чоловіків;  на 100 жінок у віці від 18 років та старших — 113,8 чоловіків також старших 18 років.
Середній дохід на одне домашнє господарство  становив 60 464 долари США (медіана — 51 351), а середній дохід на одну сім'ю — 68 854 долари (медіана — 59 028). Медіана доходів становила 45 774 долари для чоловіків та 35 625 доларів для жінок. За межею бідності перебувало 9,6 % осіб, у тому числі 11,8 % дітей у віці до 18 років та 6,0 % осіб у віці 65 років та старших.
Цивільне працевлаштоване населення становило 529 осіб. Основні галузі зайнятості: виробництво — 30,4 %, сільське господарство, лісництво, риболовля — 19,8 %, освіта, охорона здоров'я та соціальна допомога — 13,0 %, мистецтво, розваги та відпочинок — 8,7 %.